# Carmel Pastor i Pla
Carmel Pastor i Pla (València, 1924 - Aquisgrà, 1966) fou un pintor i escultor valencià.

## Biografia
Va ser aprenent en un taller i per les seves aptituds amb l'escultura va ingressar en l'Escola Superior de Belles Arts de Sant Carles. L'any 1944, amb vint anys, obtingué la Pensió d'Escultura de la Diputació de València, prorrogada després dues voltes en total. L'any 1948 va obtenir el Gran Premi de Roma i una beca per estudiar en l'Acadèmia d'Espanya en Roma i durant la seua estada va contraure una gran amistat amb un altre artista de la seva generació Ramón Gaya. És autor d'un Viacrucis, encarregat per l'ambaixada de la Santa Seu de Roma el 1954, perquè fos col·locat en el pujol de Templet de San Pietro in Montorio.

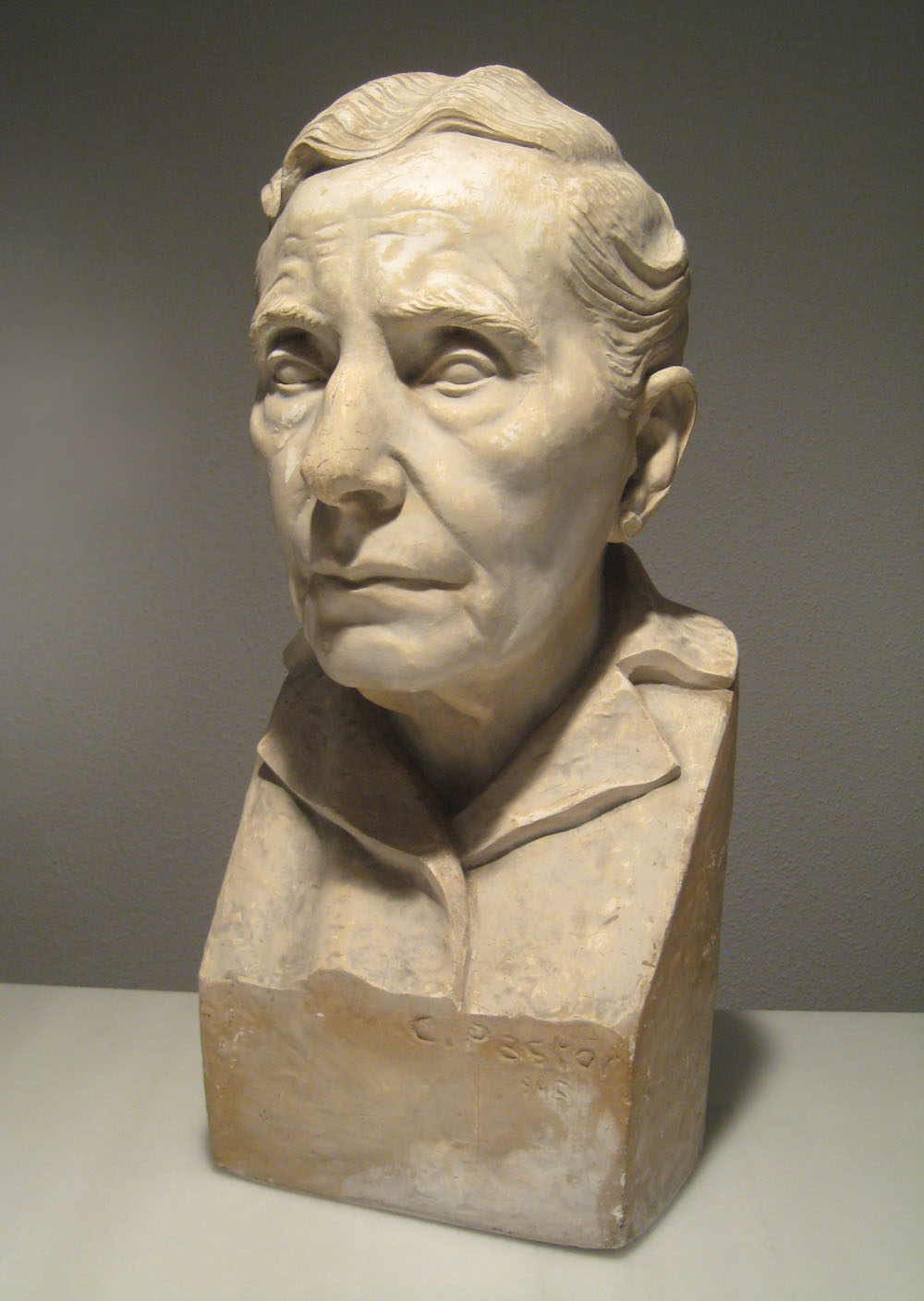
Bust de Magdalena Baradat, 1945.

El 1958, va esculpir una obra similar, aquesta volta en bronze, per a l'Església de Santa Maria de Montserrat dels Espanyols, a Roma. Fou anomenat il scultore di Papi perquè li va fer els busts a Joan XXIII i a Pau VI.
A les aules de Sant Carles va conèixer a Eusebio Sempere, Manuel Benet, García Borillo, Manuel Gil i Néstor Casani i va tenir com a professors a Rafael Sanchis Yago, Salvador Tuset i Felipe María Garin Ortiz de Taranco.
La Reial Acadèmia d'Espanya en Roma està situada en el Gianicolo, pujol que domina la ciutat a l'altra riba del riu Tíber, molt prop del barri del Trastevere. Dins d'aquest pujol forma part de l'anomenat complex espanyol del Gianicolo, conformat per l'església de Sant Pietro in Montorio, el Tempietto del Bramante, la Reial Acadèmia d'Espanya, Vila Vaini (residència oficial de l'ambaixador d'Espanya a Itàlia) i el Liceu Espanyol Cervantes.
La Reial Acadèmia d'Espanya a Roma fou fundada en 1873 gràcies a l'impuls d'Emilio Castelar, Ministre d'Estat de la I República espanyola i promotor de la institució, i ha desenvolupat un paper fonamental en la formació de moltes generacions d'artistes i intel·lectuals espanyols. Han passat pels seus estudis músics com Ruperto Chapí o Tomás Bretón; pintors com Francisco Pradilla, Alejo Vera o Muñoz Degraín; escultors com Agustí Querol o Marià Benlliure, que amb el temps també va arribar a ser Director de l'Acadèmia; i arquitectes com Aníbal Álvarez o Teodoro de Anasagasti, el Marquès de Lozoya o Valle-Inclán.
L'edifici s'estructura al voltant d'un bell claustre del període cinquecento de dues plantes, al seu voltant se situen els estudis i habitacions dels becaris, alguns amb vista excepcionals de Roma i uns altres dels jardins de la mateixa Acadèmia, d'inspiració romàntica i arbres centenaris, visibles des de la ciutat i dividits per una via per als vianants, que serveix d'accés de l'Acadèmia al Trastevere, jalonada per un bell Viacrucis de catorze baixos relleus en fang cuit policromat realitzats per Carmel Pastor durant la seua estada en aquesta institució i que substitueixen els mateixos motius antics desapareguts.
Carmel Pastor, el 1952, va ser l'encarregat de la restauració del Sepulcre dels Boil, en el Claustre Major de l'antic Reial Convent de Santo Domingo, en València, monument molt lligat a la història de la ciutat, des de la reconquesta d'aquesta pel rei Jaume I d'Aragó. En este mateix any va participar en la Biennal de Venècia en representació d'Espanya.